# Jarl Hroald
Jarl Hroald (n. 848) fue un caudillo vikingo y jarl de Firdafylke, Noruega. Según la saga de saga de Egil Skallagrímson, su hija Thora Hroaldsdatter (890 - 906) fue esposa de Björn Brynjulfsson (885 - 932), hijo de Brynjulf Björnsson. A su muerte le sucedió su hijo Thorir Hroaldsson (868 - 925).